# اقتصاد أرمينيا
إلى حين الاستقلال، كان اقتصاد أرمينيا يستند بحد كبير على صناعة المواد الكيميائية والمنتجات الإلكترونية والآلات والمواد الغذائية المصنعة والمطاط الصناعي والمنسوجات؛ وكانت تعتمد بشكل كبير على الموارد الخارجية. الزراعة تشكل 20٪ فقط من صافي الناتج المادي و 10٪ من العمالة قبل تفكك الاتحاد السوفياتي في عام 1991. أنتجت المناجم الأرمينية النحاس والزنك والذهب والرصاص. ويتم إنتاج الغالبية العظمى من الطاقة من الوقود المستورد، بما في ذلك الغاز والوقود النووي (لمحطة الطاقة النووية الوحيدة) من روسيا، والمصدر الرئيسي للطاقة المحلية هي الطاقة الكهرمائية.
انكمش الاقتصاد الأرمني بشكل حاد في عام 2020 بنسبة 5.7٪، ويرجع ذلك أساسًا إلى حرب مرتفعات قرة باغ 2020. بينما نما بنسبة 7.6 في المائة في عام 2019، وهو أكبر نمو مسجل منذ عام 2007، نما اقتصاد أرمينيا بنسبة 5.2% في عام 2018 وبلغ الناتج المحلي الإجمالي الاسمي نحو 12.4 مليار دولار في السنة، في حين نما نصيب الفرد من الناتج المحلي الإجمالي بنسبة 7.9% وبلغ 4,186 دولار (من 3,880 دولار في عام 2017). نما الناتج المحلي الإجمالي بنسبة 40.7% بين عامي 2012 و 2018، وتضاعفت تقريبًا المؤشرات المصرفية مثل انكشافات الأصول والائتمان.
حتى الاستقلال، كان اقتصاد أرمينيا يعتمد إلى حد كبير على الصناعة -المواد الكيميائية والمنتجات الإلكترونية والآلات والمواد الغذائية المصنعة والمطاط الصناعي والمنسوجات؛ فهي تعتمد بشكل كبير على الموارد الخارجية. تنتج المناجم الأرمينية النحاس والزنك والذهب والرصاص. تنتج الغالبية العظمى من الطاقة بالوقود المستورد من روسيا، بما في ذلك الغاز والوقود النووي لمحطة الطاقة النووية ميتسامور في أرمينيا. المصدر الرئيسي للطاقة المحلية هو الطاقة الكهرومائية. كميات صغيرة من الفحم والغاز والنفط لم تُطوّر بعد.
تم تعويض الخلل التجاري الحاد في أرمينيا إلى حدّ ما عن طريق المساعدات الدولية، وتحويلات الأرمن العاملين في الخارج، والاستثمار الأجنبي المباشر. لا تزال العلاقات الاقتصادية مع روسيا وثيقة، وخاصة في قطاع الطاقة.

## نظرة عامة
في ظل نظام التخطيط المركزي السوفيتي القديم، طورت أرمينيا قطاعًا صناعيًا حديثًا، مُزوّدةً الجمهوريات الشقيقة بالأدوات الآلية والمنسوجات وغيرها من السلع المصنعة في مقابل الحصول على المواد الخام والطاقة. منذ انهيار الاتحاد السوفيتي في ديسمبر 1991، تحولت أرمينيا إلى الزراعة على نطاق صغير بعيدًا عن المجمعات الزراعية الكبيرة في الحقبة السوفيتية. القطاع الزراعي لديه احتياجات طويلة الأجل لمزيد من الاستثمار والتكنولوجيا المحدّثة. كانت خصخصة الصناعة بوتيرة أبطأ، ولكن أُكّد عليها من قبل الإدارة الحالية. أرمينيا بلد مستورد للأغذية، ورواسبها المعدنية (الذهب والبوكسيت) صغيرة. ساهم النزاع المستمر مع أذربيجان حول منطقة ناغورني كاراباخ التي يسيطر عليها الأرمن (والتي كانت جزءًا من أذربيجان السوفيتية) وانهيار النظام الاقتصادي الموجه مركزيًا للاتحاد السوفيتي السابق في تدهور اقتصادي حاد في أوائل التسعينيات.

## القدرة التنافسية العالمية
في تقرير 2019 (بيانات عام 2017) حول الحرية الاقتصادية العالمية الصادر عن معهد فريزر في أرمينيا، احتلت المرتبة 27 (المصنفة كأكثر الاقتصادات حرية) من أصل 162 اقتصادًا.
في تقرير عام 2019 الصادر عن مؤشر التنافسية العالمي، تحتل أرمينيا المرتبة 69 من بين 141 اقتصادًا.
في تقرير 2020 (بيانات عام 2019) لمؤشر ممارسة الأعمال، تحتل أرمينيا المرتبة 47 مع المرتبة العاشرة على «مؤشر بدء الأعمال» الفرعي.
في تقرير عام 2018 (بيانات عام 2017) لمؤشر التنمية البشرية الصادر عن برنامج الأمم المتحدة الإنمائي، احتلت أرمينيا المرتبة 83 وتصنّف ضمن مجموعة «تنمية بشرية عالية».
في تقرير 2018 (بيانات عام 2017) لمؤشر مدركات الفساد الصادر عن منظمة الشفافية الدولية أرمينيا، احتلت المرتبة 105 من أصل 180 دولة.
في تقرير 2019 الصادر عن مؤشر الحرية الاقتصادية من مؤسسة هيريتاج، احتلت أرمينيا المرتبة 47، متقدماً على بلدان مثل بلجيكا وفرنسا والبرتغال وإيطاليا.
أحرزت أرمينيا المرتبة 72 في مؤشر الابتكار العالمي عام 2023، متراجعةً من المركز 64 عام 2019، ثمّ تقدّمت للمركز 63 في مؤشر عام 2024.

## تاريخ الاقتصاد الأرمني الحديث
في بداية القرن العشرين، كانت أراضي أرمينيا الحالية منطقة زراعية متخلّفة مع القليل من إنتاج النحاس والكونياك. من 1914 إلى 1921، عانت أرمينيا القوقازية من الحرب والثورة وتدفق اللاجئين من أرمينيا التركية والمرض والجوع والبؤس الاقتصادي. توفي نحو 200 ألف شخص في عام 1919 وحده. عند هذه النقطة، لم يُنقذ أرمينيا من الانهيار التام سوى جهود الإغاثة الأميركية.
نظمت الحكومة الأرمنية السوفيتية الأولى النشاط الاقتصادي بصرامة، حيث أممت جميع المؤسسات الاقتصادية، وصادرت الحبوب من الفلاحين، وقمعت معظم أنشطة السوق الخاصة. انتهت هذه التجربة الأولى لسيطرة الدولة مع ظهور السياسة الاقتصادية الجديدة للزعيم السوفيتي فلاديمير لينين في الفترة 1921-1927. استمرت هذه السياسة في سيطرة الدولة على الشركات والبنوك الكبيرة، لكن الفلاحين يمكنهم تسويق قدر كبير من الحبوب، ويمكن للشركات الصغيرة أن تعمل. في أرمينيا، جلبت سنوات السياسة الاقتصادية الجديدة الانتعاش الجزئي من الكارثة الاقتصادية لفترة ما بعد الحرب العالمية الأولى. بحلول عام 1926، بلغ الإنتاج الزراعي في أرمينيا نحو ثلاثة أرباع مستواه قبل الحرب.
بنهاية العشرينيات من القرن الماضي، ألغى نظام ستالين السياسة الاقتصادية الجديدة وأعاد احتكار الدولة لجميع الأنشطة الاقتصادية. بمجرد حدوث ذلك، كان الهدف الرئيسي للسياسة الاقتصادية السوفياتية في أرمينيا هو تحويل الجمهورية الريفية الزراعية في الغالب إلى أخرى صناعية وحضرية. من بين القيود الأخرى، اضطر الفلاحون الآن لبيع ما يقرب من جميع إنتاجهم إلى وكالات المشتريات الحكومية وليس في السوق. من 1930 إلى 1960، تم بناء بنية تحتية صناعية. إلى جانب محطات الطاقة الكهرومائية والقنوات، تم بناء الطرق ووضع أنابيب الغاز لجلب الوقود والطعام من آذربيجان وروسيا.
نجا اقتصاد القيادة الستالينية، الذي تم فيه قمع قوى السوق وكل طلبات الإنتاج والتوزيع صدرت عن سلطات الدولة، بجميع معالمه الأساسية حتى سقوط النظام السوفيتي في عام 1991. في المراحل الأولى من الثورة الاقتصادية الشيوعية، مرت أرمينيا بتحول أساسي إلى مجتمع «بروليتاري». بين عامي 1929 و 1939، ارتفعت نسبة القوى العاملة في أرمينيا المصنفة كعمال صناعيين من 13% إلى 31%. بحلول عام 1935، قدمت الصناعة 62% من الإنتاج الاقتصادي لأرمينيا. أظهر الاقتصاد الأرمني المتكامل للغاية والمحمي داخل اقتصاد المقايضة المصطنعة في النظام السوفيتي من ثلاثينيات القرن العشرين وحتى نهاية الحقبة الشيوعية، القليل من علامات الاكتفاء الذاتي في أي وقت خلال تلك الفترة. في عام 1988، أنتجت أرمينيا 0.9% فقط من صافي الناتج المادي للاتحاد السوفيتي (1.2% من الصناعة، 0.7% من الزراعة). احتفظت الجمهورية بنسبة 1.4% من إجمالي إيرادات ميزانية الدولة، وسلمت 63.7% من إجمالي ناتجها القومي إلى جمهوريات أخرى، وصدّرت 1.4% فقط مما أنتجته لأسواق خارج الاتحاد السوفيتي.
شكّلت الزراعة 20% فقط من صافي الناتج المادي و 10% من العمالة قبل انهيار الاتحاد السوفيتي في عام 1991.
كانت صناعة أرمينيا تعتمد بشكل خاص على المجمع الصناعي العسكري السوفيتي. تم تخصيص نحو 40% من جميع الشركات في الجمهورية للدفاع، وفقدت بعض المصانع 60% إلى 80% من أعمالها في السنوات الأخيرة من الاتحاد السوفيتي، عندما تم إجراء تخفيضات هائلة في نفقات الدفاع الوطني. في الوقت الذي واجه فيه اقتصاد الجمهورية احتمالات التنافس في الأسواق العالمية في منتصف التسعينيات، كانت الالتزامات الكبيرة لصناعة أرمينيا هي المعدات والبنية التحتية التي عفا عليها الزمن والتلوث الناجم عن العديد من المصانع الصناعية الثقيلة في البلاد.
في عام 1991، العام الأخير في أرمينيا كجمهورية سوفييتية، انخفض الدخل القومي بنسبة 12% عن العام السابق، في حين كان نصيب الفرد من الناتج القومي الإجمالي 4920 روبل، فقط 68% من المتوسط السوفيتي. في جزء كبير منه بسبب زلزال عام 1988، والحصار الأذربيجاني الذي بدأ في عام 1989 وانهيار النظام التجاري الدولي للاتحاد السوفيتي، ظلّ الاقتصاد الأرمني في أوائل التسعينيات أقل بكثير من مستويات الإنتاج لعام 1980. في السنوات الأولى من الاستقلال (1992-1993)، كان التضخم مرتفعًا للغاية، وانخفضت الإنتاجية والدخل القومي بشكل كبير، وشهدت الميزانية الوطنية عجزًا كبيرًا.